# 黃景隆
黃景隆，字升叔，福建福州府长乐县人，明朝政治人物、進士出身。

## 生平
景泰元年（1450年），福建庚午乡试中舉。天顺四年（1460年）庚辰科進士。原任吉安府同知，成化七年接替许聪任吉安府知府，因用刑严酷，犯人多被杖死，成化十五年三月被逮捕至京师，死于狱中。